# Alfred Pereire
Pour les autres membres de la famille, voir Famille Pereire.
Alfred-Isaac Pereire  (30 janvier 1879, Paris - 26 novembre 1957, Paris,), est un homme de lettres français.

## Biographie
Fils de Gustave Pereire et petit-fils d'Isaac Pereire, il est mobilisé lors de la Première Guerre mondiale, de 1914 à 1918.
Fondateur et secrétaire général de la Société des amis de la Bibliothèque nationale, il organise plusieurs expositions à la Bibliothèque nationale. 
Il est également secrétaire général de l'Association des bibliothécaires français et secrétaire du comité du Congrès international des bibliothécaires et bibliophiles de 1923.

## Distinctions
- Chevalier de la Légion d'honneur (21 mai 1925)

## Publications
- Des premiers rapports entre Saint-Simon et Auguste Comte : d'après des documents originaux (1817-1819) (1906)
- Autour de Saint-Simon : documents originaux : Saint-Simon, Auguste Comte et les deux lettres dites "anonymes". Saint-Simon et l'Entente cordiale. Un secrétaire inconnu de Saint-Simon. Saint-Simon et les frères Péreire (1912)
- Un florilège des beaux livres français (1933)
- L'universalité de l'art (1949)
- Le Pape et les bibliothécaires
- Vie de Pie XI (1937)

## Pour approfondir